# Hélder Ornelas
Hélder Mendes Abreu Ornelas (Nova Lisboa, 6 mei 1974) is een Portugees langeafstandsloper. Hij nam tweemaal deel aan de Olympische Spelen, maar won hierbij geen medailles.

## Loopbaan
In 2000 vertegenwoordigde Ornelas Portugal op de Olympische Spelen van Seoel op de 5000 m. Hij werd hierbij uitgeschakeld in de kwalificatieronde met een tijd van 14.29,01. In 2001 finishte hij als achtste op het wereldkampioenschap veldlopen.
Ornelas won bij zijn marathondebuut in 2005 de marathon van Milaan in 2:09.59. Hij versloeg hiermee wereldkampioen halve marathon Paul Kiprop Kirui, die 2:11.28 liep. Een jaar later werd hij vijftiende op de Europese kampioenschappen in Göteborg. In 2007 won hij de marathon van Praag. Op de Olympische Spelen van 2008 in Peking werd hij 46e op de olympische marathon.
Hélder Ornelas is aangesloten bij Assoc.Rec.e Dep.Gémeos Castro / Mizuno Track Club.

## Titels
- Portugees kampioene 5000 m - 2004
- Portugees indoorkampioene 3000 m - 2002

## Persoonlijke records
Baan
| Onderdeel | Prestatie | Datum            | Plaats    |
| --------- | --------- | ---------------- | --------- |
| 1500 m    | 3.46,97   | 1996             |           |
| 3000 m    | 7.50,02   | 1 september 2000 | Berlijn   |
| 5000 m    | 13.18,56  | 30 juni 2000     | Rome      |
| 10.000 m  | 28.01,94  | 7 april 2001     | Barakaldo |

Weg
| Onderdeel      | Prestatie | Datum           | Plaats      |
| -------------- | --------- | --------------- | ----------- |
| 15 km          | 44.35     | 18 januari 2009 | Mirandela   |
| halve marathon | 1:02.57   | 18 oktober 2009 | Saint-Denis |
| marathon       | 2:10.00   | 4 december 2005 | Milaan      |

## Palmares

### 5000 m
- 1996:  Portugese kamp. - 13.40,37
- 1997:  Sporting Lisboa vs Larios Madrid in Lissabon - 13.36,23
- 2000:  Europacup A in Oslo - 13.44,49
- 2000:  Portugese kamp. - 13.41,14
- 2000: 17e in serie OS - 14.29,01
- 2001:  Portugese kamp. - 13.54,83
- 2001: 5e Gran Premio Ciudad de San Sebastián - 13.23,15
- 2004:  Portugese kamp. - 13.54,66
- 2004: 4e Ibero-Amerikaanse kamp. - 13.55,21
- 2007:  Portugese kamp. - 14.24,88

### 10.000 m
- 2001:  European Challenge in Barakaldo - 28.01,94
- 2002: 5e Paavo Nurmi Games in Turku - 29.12,74

### 10 km
- 2000:  São Silvestre do Porto - 29.32
- 2003: 5e Sao Silvestre da Amadora - 29.12
- 2004: 4e São Silvestre da Amadora - 29.11
- 2006:  British London Run - 30.48
- 2008: 5e Nike Cursa de Bombers in Barcelona - 30.29

### 15 km
- 2009: 4e Portugese kamp. in Mirandela - 44.35

### halve marathon
- 1997: 5e halve marathon van Figueira da Foz - 1:04.51
- 2004: 5e halve marathon van Setúbal - 1:04.21
- 2005: 4e halve marathon van Pombal - 1:04.01
- 2005:  halve marathon van Nazarè - 1:03.32
- 2006: 4e halve marathon van Praag - 1:06.21
- 2006:  halve marathon van Setúbal - 1:05.45
- 2008:  halve marathon van Santa Cruz de Tenerife - 1:07.34
- 2009:  halve marathon van Setúbal - 1:08.43
- 2009:  halve marathon van Saint Denis - 1:02.57
- 2011: 19e halve marathon van Lissabon - 1:05.48

### marathon
- 2005:  marathon van Milaan - 2:09.59,8
- 2006: 15e EK in Göteborg - 2:16.03
- 2007:  marathon van Praag - 2:11.49
- 2007: DNF WK in Osaka
- 2008: 46e OS in Peking - 2:23.20
- 2009: 23e New York City Marathon - 2:22.44

### veldlopen
- 2001:  EK in Thun - landenklassement
- 2002:  EK in Medulin - landenklassement